# Sprzedaż wysyłkowa z terytorium kraju
Sprzedaż wysyłkowa z terytorium kraju – pojęcie zdefiniowane w punkcie 23 art. 2 ustawy o podatku od towarów i usług. Wprowadzone do ustawy o VAT wraz z akcesją Polski do UE reguły rozliczania wewnątrzwspólnotowego nabycia i wewnątrzwspólnotowej dostawy (czyli obrotu pomiędzy podatnikami państw UE) zawierają kilka wyjątków od ogólnie przyjętych zasad. Jedno z takich odstępstw dotyczy sprzedaży wysyłkowej dokonywanej z terytorium kraju przez polskich podatników VAT.
Przez sprzedaż wysyłkową z terytorium kraju rozumie się dostawę towarów wysyłanych lub transportowanych przez podatnika podatku od towarów i usług lub na jego rzecz z terytorium kraju, czyli z Polski na terytorium państwa członkowskiego inne niż terytorium kraju, które jest państwem przeznaczenia dla wysyłanego lub transportowanego towaru. Warunkiem, jaki musi zostać spełniony, by taka dostawa była uznana za sprzedaż wysyłkową z Polski, jest to, by była ona dokonywana na rzecz podatnika podatku od wartości dodanej (tj. VAT-owca z innego kraju unijnego) lub osoby prawnej niebędącej podatnikiem podatku od wartości dodanej, którzy nie mają obowiązku rozliczania wewnątrzwspólnotowego nabycia towarów lub na rzecz innego niż wymieniony wyżej podmiotu niebędącego podatnikiem podatku od wartości dodanej.
Przy sprzedaży wysyłkowej z terytorium Polski, dostawę towarów uznaje się za dokonaną na terytorium Polski (czyli opodatkowaną podatkiem VAT na terytorium Polski), jeżeli całkowita wartość towarów innych niż wyroby akcyzowe zharmonizowane (paliwa silnikowe, oleje opałowe i gaz, napoje alkoholowe oraz wyroby tytoniowe określone w załączniku do ustawy o podatku akcyzowym) wysyłanych lub transportowanych do tego samego państwa członkowskiego w ramach sprzedaży wysyłkowej z terytorium Polski, pomniejszona o kwotę podatku, nie przekroczyła w danym oraz poprzednim roku podatkowym kwoty wyrażonej w złotych, odpowiadającej kwocie ustalonej przez państwo członkowskie przeznaczenia towarów.